# Московські статті (1689)
Московські статті — міждержавний договір, укладений 20 вересня 1689 у Москві між гетьманом України Іваном Мазепою й козацькою старшиною, з одного боку, та московськими царями Іваном і Петром, з другого. Договір складався з 14 пунктів (статей). В основу Московських статей було покладено попередні українсько-московитські договори, затверджені при обранні гетьмана Івана Мазепи. Московські статті, в основному, повторювали з деякими змінами текст Коломацьких статей 1687 року та містили кілька нових пунктів.

## Передумови
Мазепа оптимально використав ситуацію, що склалася, а також крах В. Голіцина, прихильника зменшення автономії Гетьманщини та перетворення гетьмана на маріонетку. Проте, гетьман отримав у Москві згоду на свої статті не відразу, а лише після довгих дебатів з Є. Українцевим та іншими московитами, які після перевороту репрезентували Наришкіних.
Уряд Наришкіних різко змінив жорсткий курс на звуження автономії, втілюваний В. Голіциним, й надав Мазепі карт-бланш на вирішення багатьох гострих проблем з єдиною умовою, щоб це не призвело до «народу какой тягости и излишних убытков не было».

## Положення
- Московські статті поновили оренди, введені І. Самойловичем та скасовані 22-ю Коломацькою статтею. Оренди забезпечували економічну незалежність гетьманського скарбу, а відповідно — справжню автономію Гетьманщини. Незважаючи на початкову відмову московитів включити цей пункт у статті, Мазепа добився дозволу провести на Різдво раду для обговорення питання щодо оренди. Отже, вирішення цієї справи переходило в руки гетьмана.
- Стаття 3 визначала місця базування охотницьких полків. При цьому утримувати таке військо мусили як світські, так і духовні особи. Стаття 11 передбачала збільшення чисельності охотницького війська.
- Пункт про проведення огляду й перепису всіх козаків підсилював положення 3-ї Коломацької статті, у якій ішлося про 30-тисячний козацький реєстр. Проблема перепису козаків була надзвичайно актуальною ще з часів Богдана Хмельницького, коли поява великої кількості “покозачених” призвела до соціальної нестабільності та сприяла початкові Руїни.
- Московські статті також дозволяли Мазепі навести лад у винокурінні.
- 10-та стаття забороняла робити в Україні будь-які надання поза волею гетьмана. Так, влада гетьмана стала верховною не тільки над старшиною, а й над московськими воєводами.
- Вдаючись до непопулярних заходів зі зміцнення державної влади, Мазепа захищав права козаків від посягань духівництва (ст. 7), а права всього населення Гетьманщини — від свавілля московських гінців та посланців (ст. 6).
- Низка статей передбачала збільшення присутності московських військ для захисту України від татарських набігів, що в ті часи було дуже актуальним.

Таким чином, у 1689 р. Мазепа, домігшись ухвалення Московських статей, виразно задекларував про початок реалізації своєї нової внутрішньої політики.